# Henry Norris Russell
Henry Norris Russell (25. října 1877 – 18. února 1957) byl americký astronom, člen Americké akademie umění a věd a Národní akademie věd Spojených států amerických.
Henry Norris Russell se zabýval drahami dvojhvězd a dvojhvězd zákrytově proměnných. Dále dopracoval do konečné podoby Hertzsprungův–Russellův diagram a stanovil chemické složení Slunce.